# Horní Lhota (ort i Tjeckien, lat 49,85, long 18,07)
Horní Lhota är en ort i Tjeckien. Den ligger i den östra delen av landet, 260 km öster om huvudstaden Prag. Horní Lhota ligger 377 meter över havet och antalet invånare är 592.
Terrängen runt Horní Lhota är huvudsakligen platt, men åt nordväst är den kuperad.Runt Horní Lhota är det mycket tätbefolkat, med 1 177 invånare per kvadratkilometer. Närmaste större samhälle är Ostrava, 15,4 km öster om Horní Lhota. Trakten runt Horní Lhota består till största delen av jordbruksmark.